# 饮片
饮片，在中药学中是指初步加工或经过炮制后，直接用于配方的中药。

## 常见饮片
鳖甲、蒲黄、半枝莲、王不留行、青翘、柴胡、五味子、毛草、黄柏、猪苓、金银花、湘莲、砂仁、草豆蔻、蒲公英、冬瓜子、天冬、枳实、官桂、土元、丹参、青皮、芥穗、五倍子、胆南星、元胡、黄芩、白芍、赤芍、升麻、川芎、板兰根、玄参、肉苁蓉、桂皮、红花、当归、党参、青葙子、槟榔、白鲜皮、威灵仙、藿香、白术、麦冬、伊贝、桔梗、薄荷叶、凉粉草、布渣叶、虻虫、苦杏仁、丁香、野菊花、光慈菇、蝉蜕、竹蜂、九香虫、天麻、枸杞、银花、山萸肉、佛手、干姜、小良姜、乳香、没药、沙参、杜仲、茵陈、黄连等。